# Georg Stumpf
Georg Stumpf (* 14. September 1972) ist ein österreichischer Bauunternehmer, Milliardär und Investor in Industriebeteiligungen und Immobilien. Sein Vermögen wird auf über 8 Milliarden Euro geschätzt.

## Leben
Georg Stumpfs kam als jüngstes von drei Kindern am 14. September 1972 in Wien zur Welt. Er wuchs in einem unternehmerisch geprägten Umfeld auf. Sein Vater war der Wiener Bauunternehmer Georg Stumpf sen. (1920–2004), der mit dem Architekten Roland Rainer die Wiener Stadthalle und das ORF-Zentrum Küniglberg errichtete. Georg Stumpf erbte 36 Millionen Euro.
Georg Stumpf jun. besuchte die HTL in Wien (Abteilung Hochbau), die er mit der Matura abgeschlossen hat. Von 1991 bis 1993 absolvierte er innerhalb von zwei Jahren das Studium der Handelswissenschaften an der Wirtschaftsuniversität Wien, das er mit dem akademischen Grad Magister abschloss, um möglichst schnell das Bauunternehmen seines bereits kranken Vaters Voitl & Co. zu übernehmen. Gleichzeitig studierte er Rechtswissenschaft. Dieses Studium schloss er nicht ab.
Seine Bau- und Immobiliengruppe hatte im Jahr 2006 Ableger in London und Budapest.
Georg Stumpf hat mit seiner damaligen Lebensgefährtin Patricia Schalko den 1992 geborenen Sohn Gianni und seit 9. Juli 2011 einen zweiten Sohn namens Winston.
Im Juli 2021 wurde die Trennung von Stumpf und Schalko bekannt.
Im Gegensatz zu seinen Schwestern, den „Millionenerbinnen“ Kathi und Gabi Stumpf, die den „Profi-Gästen“ der sogenannten österreichischen Seitenblickegesellschaft zuzurechnen sind, gilt Georg Stumpf als besonders öffentlichkeitsscheu.
Der in den Medien immer wieder als „Erfinder des Millenniumturms“, „Immobilienmogul“ u. ä. bezeichnete Multimillionär Stumpf war in der Zeitschrift Trend von 2008 unter den 100 reichsten Österreichern auf Platz 24 gelistet. An der Grinzinger Adresse Himmelstrasse im Wiener Nobelbezirk Döbling baute er sich mit seiner Lebensgefährtin im Jahr 2007 um rund 15 Millionen Euro eine Luxusvilla im Stil eines italienischen Palazzos. Über die Millennium Aviation Flugbetriebs GmbH ist Stumpf in Besitz eines, im deutschen Luftfahrzeugregister als D-APGS eingetragenen, Airbus A319. Dessen 144 Sitzplätze wurde in der ACJ Version (Airbus Corporate Jets) auf 19 reduziert. Zuvor war er auch im Besitz eines Bombardier Global Express Privatjets, registriert unter OE-IGS, dieser wurde im Jahr 2019 verkauft.
In seiner Jugend war Stumpf auf dem Weg zum Profigolfer und hat in Österreich mehrere Junioren-Meistertitel gewonnen. Mit 18 Jahren beendete er die Golfkarriere jedoch, konnte sich aber immer noch (2006) sein Handicap 0 halten, obwohl er nach eigenen Angaben nur mehr einmal im Jahr auf den Platz geht.
Stumpfs Vermögen wird auf 8,6 Milliarden Euro geschätzt- 2023 lag es noch bei 6,3 Milliarden; er gilt als einer der reichsten Österreicher.

## Karriere

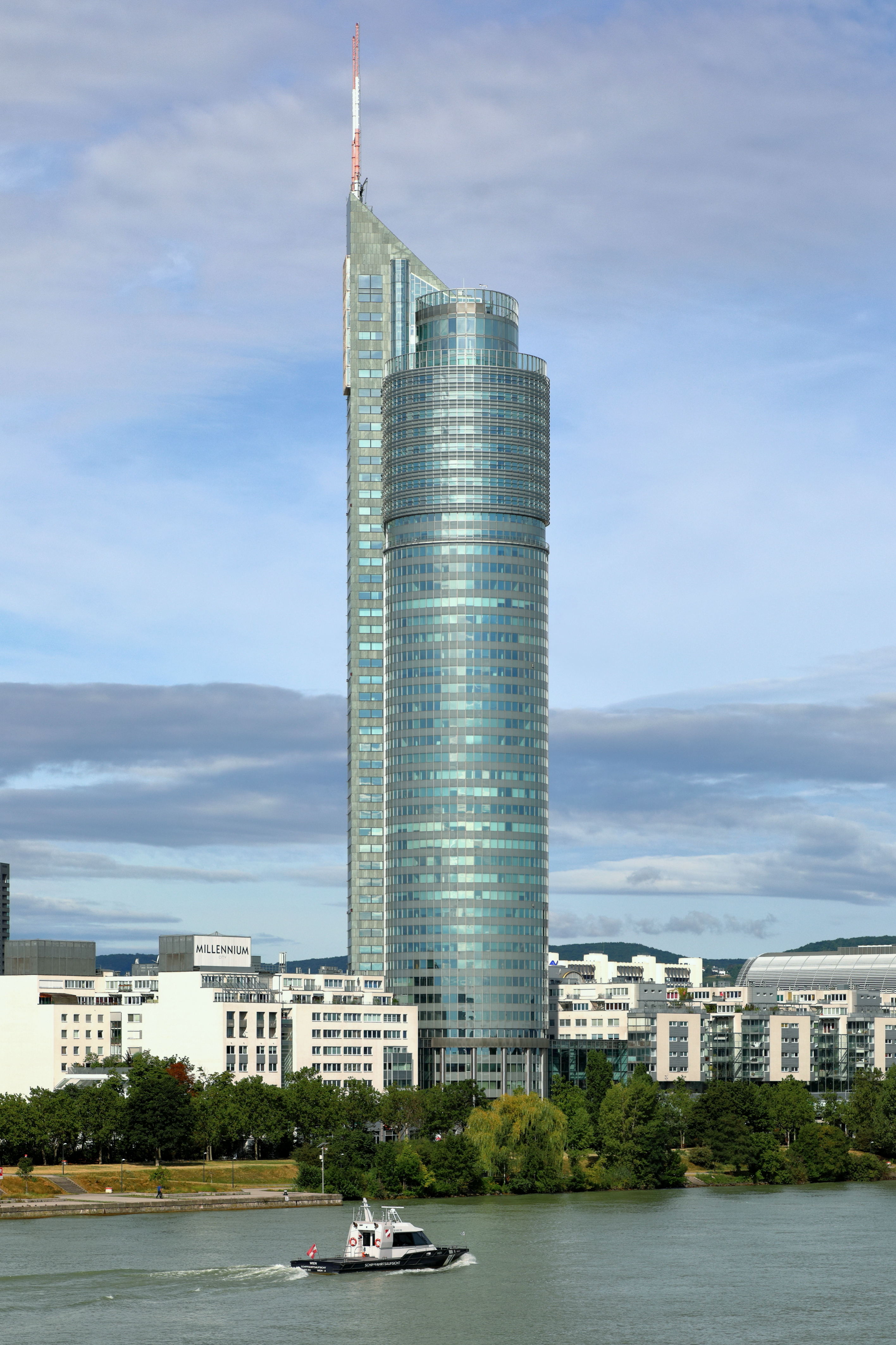
Millennium Tower; Wiens zweithöchstes Gebäude

### Millennium Tower / City
1991, stieg er als 19-jähriger in die väterliche Baufirma Voitl & Co. ein. Das Unternehmen setzte zu diesem Zeitpunkt mit 300 Mitarbeitern 500 Millionen Schilling (etwa 36 Millionen Euro) im Jahr um. Laut unbestätigten Angaben begann er ab 1997, mit knapp 25 Jahren und einer Million Schilling (75.000 Euro) Startkapital seines Vaters sich selbständig zu machen und gründete die Stumpf Group. Sein Vater war gut vernetzt in der Österreichischen Wirtschaft und Politik. Er war mit dem früheren Länderbank-Bankmanagers und ehemaligen Bundeskanzlers Franz Vranitzky (SPÖ) befreundet.
Nach Bedarfsanalyse, Umwidmung und Gemeinderatsbeschluss zur Wohnbauförderung im April 1997 bekam Stumpf die Baubewilligung und Finanzierungszusage für den Bau eines Gewerbehochhauses in Wien. Georg Stumpf investierte das Geld eines Bankenkonsortiums, bestehend aus der Bank-Austria-Tochter Creditanstalt und einer Commerzbank-Tochter als Finanziers, sowie der Unterstützung von Familie Varga in sein erstes Projekt. Er errichtete als Bauherr und Eigentümer den Wiener Millennium Tower am Handelskai an der Donau. Mit 202 Metern Höhe ist der Büroturm das zweithöchste Gebäude Österreichs und wurde 1999 fertiggestellt. In den folgenden zwei Jahren folgte die Erweiterung um das Einkaufszentrum Millennium City, das im Jahr 2001 eröffnet wurde.
Im Juli 2003 verkaufte Stumpf die Millennium City mit dem Turm um 360 Millionen Euro an die Hamburger Fondsgesellschaft MPC Münchmeyer Petersen Capital, der ihm nach Abzug der Kosten einen Gewinn von rund 215 Millionen Euro einbrachte (→ Millennium Tower, Abschnitt Eigentümer).
Kritik wurde an Stumpf im Zusammenhang mit dem Bau des Millennium Towers laut. Der Turm und das Einkaufszentrum wurden von Stumpf wesentlich höher und größer gebaut als vom Wiener Gemeinderat genehmigt worden war: Der Tower wurde 202 Meter hoch statt nur maximal 140 Meter – seine gewerbliche Büro-Nutzfläche war nicht mit 38.000 Quadratmeter, sondern 10.000 Quadratmeter genehmigt worden. Auch das Einkaufszentrum Millennium City wurde deutlich größer als gedacht: Das Zentrum ist 15.000 Quadratmeter groß statt wie ursprünglich genehmigt 10.000 Quadratmeter.
Stumpf wies die Kritik zurück und behauptete, er habe sich an alle gesetzlichen Vorgaben gehalten und nur baulich alle Grenzen ausgereizt. Er wurde jedoch behördlicherseits weder zum Rückbau gezwungen noch mit Strafen belegt. Die Wiener Behörden genehmigten unter heftigen Protesten der Wiener Grünen die „Fehlbauten“ im Nachhinein. Medien verwiesen in dem Zusammenhang auf die guten Kontakte der Familie Stumpf zu hochrangigen SPÖ-Politikern, besonders zu Ex-Bundeskanzler Franz Vranitzky.
Stumpf sagte zu seinem Projekt:

„‚Der Millennium Tower ist heute in Wien auf jeder zweiten Postkarte zu finden, aber es war nie meine Absicht, ein Wahrzeichen zu bauen‘, sagt Stumpf. Der Bau war ein Geschäft, und bei Geschäften zählt nur eines: Geld.“

Mit MCN (Millennium Communication Network) war der Bauunternehmer Stumpf auch zeitweise als Anbieter von Internet- und Telekommunikationsdienstleistungen aktiv. Für die Versorgung der 450 Wohnungen und etlicher Büros in seinem Millennium-Tower gegründet, plante er schnelle Bauobjekte in ganz Österreich mit Breitband Datenleitungen auszustatten. Sein Unternehmen wurde jedoch bereits im Jahr 2002 nach heftigen Auseinandersetzungen mit anderen Marktanbietern und einem Ausgleichsverfahren wieder liquidiert.
Im Oktober 2024 wurde bekannt, dass das auf Grund der Insolvenz der SIGNA Gruppe nicht fertiggestellte Kaufhaus Lamarr benannt nach Hedy Lamarr auf der Wiener Mariahilfer Straße von einer Tochterfirma der Stumpf Gruppe erworben wurde. Stumpf bezahlte 100,5 Millionen Euro für das unfertige Kaufhaus Lamarr. Zuvor wurden 290 Mio. Euro für den Rohbau ausgegeben, weitere 200 Mio. Euro soll die Fertigstellung kosten.

### Schweizer Beteiligungen
Nach dem Verkauf der Immobilie betätigte er sich als Investor. Neben mehreren anderen Projekten gründete er mit Mirko Kovats die Industriebeteiligungsgesellschaft Victory. Gemeinsam mit Ronny Pecik gewannen Kovats und Stumpf mit ihrer Victory 2005 er die Übernahmeschlacht um den Schweizer Mischkonzern Unaxis, der in der Folge in Oerlikon umbenannt wurde.
Nach Differenzen kam es im Jahr 2006 zur Trennung, Kovats stieg aus der Victory aus. Stumpf war von April 2006 bis Mai 2008 Verwaltungsratspräsident der OC Oerlikon Corporation AG. Stumpf entließ einen Tag nach der Übernahme fast alle Divisionsleiter sowie wichtige Führungskräfte. Diese wurden aufgefordert, innerhalb von drei Stunden ihren Arbeitsplatz zu räumen.
Stumpf und Pecik gaben an den russischen Oligarchen Viktor Feliksovich Vekselberg rund 14 Prozent ihres 48-Prozent-Oerlikon-Aktienpakets zu äußerst günstigen Konditionen und unter dem Marktwert ab. Am Ende führte diese Verbindung die Österreicher in einen zähen Kampf um die Kontrolle des Oerlikon-Konzerns, den sie verloren. Im Juni 2008 hielt Viktor Vekselbergs Renova Industries Ltd. 39,5 Prozent an Oerlikon, die Wiener Victory AG hingegen nur mehr 13,5 Prozent. Und Georg Stumpf musste als oberster Konzernlenker bei Oerlikon abtreten.
Zur Trennung mit Pecik kam es wegen „unterschiedlicher strategischer Interessen“, die Industriebeteiligungen der Victory wurden unter den beiden aufgeteilt. Er stieg aus der Victory aus. Die Beteiligungsgesellschaft Victory und deren 12 %-Beteiligung am damals angeschlagenen Technologiekonzern Oerlikon verblieben bei Pecik.
Bereits 2006 übernahm Stumpf die 100 %-Beteiligung am deutschen Hochtechnologiekonzern M+W Zander (seit 2018 Exyte), sowie das 2007 gegründete Solartechnikunternehmen intico solar.
2007 erwarb er 20,1 Prozent am Berner Telekommunikations Konzern Ascom.
In der Schweiz wurden zum Teil die Investitionen von Georg Stumpf und seinem Partner Ronny Pecik in Schweizer Unternehmen kritisiert und sie aufgrund ihrer Vorgehensweise gelegentlich als Raider bezeichnet. Bei der Übernahme der Sulzer AG stellte sich später heraus, dass die Transaktion unter Verletzung des Schweizer Börsengesetzes erfolgte.

### Strafverfahren wegen Verletzung des Börsengesetzes
Die Schweizer Finanzmarktaufsicht FINMA erstattete mehrfach Anzeige gegen Stumpf. Ein Verfahren wurde gegen eine (Wiedergutmachungs)Zahlung von 10 Millionen Schweizer Franken eingestellt. Eine zweite Buße in Höhe von 40 Millionen wurde aufgehoben.
Die Eidgenössische Finanzmarktaufsicht FINMA erstattete gegen Georg Stumpf und seinen Partner Ronny Pecik sowie Wiktor Wekselberg erstmals Anfang 2009 beim Eidgenössischen Finanzdepartement eine Strafanzeige. Ihnen wurde vorgeworfen, beim Kauf von Beteiligungen am Maschinenbauunternehmen Sulzer gegen Meldepflichten verstoßen zu haben. Das Verfahren wurde im Oktober 2010 gegen eine Wiedergutmachungszahlung von insgesamt zehn Millionen Franken eingestellt.
Bereits im Januar 2010 wurde Georg Stumpf erneut wegen vermeintlicher Nicht-Meldung einer Gruppe beim Verkauf eines Aktienpakets der damaligen Unaxis (heute OC Oerlikon) von Victory an Wekselberg, zusammen mit Ronny Pecik und Wiktor Wekselberg vom Eidgenössischen Finanzdepartement je eine Buße von 40 Mio. Franken auferlegt. Da sich der russische Vize-Ministerpräsident und Finanzminister Alexei Kudrin daraufhin über dieses Urteil beschwerte und diese politischen Verwicklungen die Beziehungen zu Russland belasten würden, ging das Verfahren ans Bundesstrafgericht in Bellinzona. Stumpf, Wekselberg und Pecik wurden daraufhin am 23. September 2010 vom Bundesstrafgericht freigesprochen und die Bußen hinfällig. Nachdem das Eidgenössische Finanzdepartement die Urteilsbegründung eingehend analysierte, verzichtete man darauf, das Urteil vor dem Schweizerischen Bundesgericht in Lausanne anzufechten.